# Arboga stadsdistrikt
Arboga stadsdistrikt är från 2016 ett distrikt i Arboga kommun och Västmanlands län.
Distriktet omfattar tätorten Arboga med kringområde.

## Tidigare administrativ tillhörighet
Distriktet inrättades 2016 och utgörs av området Arboga stad omfattade till 1971, och vari delar av Säterbo socken uppgick 1947.
Området motsvarar den omfattning Arboga stadsförsamling  hade vid årsskiftet 1999/2000 och som den fick 1947 när en del av Säterbo församling gick samman med Arboga stadsförsamling.